# Angel Metodiev
 (janvier 2020).
Angel Metodiev (bulgare: Ангел Методиев Ангелов,  Angel Metodiev Angelov ) 
né le 16 mars 1921 et mort le 29 avril 1984
était un peintre et professeur d'université  bulgare. Il est principalement connu pour ses portraits, nus et paysages.

## Origines et éducation
Angel Metodiev est né à Kirkovo, aujourd'hui un quartier de la plus ancienne capitale de la Bulgarie, Veliki Preslav (près de Varna) et a commencé sa carrière à l'Académie Nationale des Arts en Sofia. Il y a étudié avec le professeur Boris Mitov et est diplômé summa cum laude (avec la plus haute distinction).

## Carrière
Il a été invité à devenir assistant du Prof. dr. Panaiot Panaiotov et a ensuite travaillé avec le professeur dr. Nenko Balkansky et Prof. dr. Ilya Petrov. La carrière professionnelle d'Angel Metodiev à l'Académie Nationale des Arts de Sofia a duré de 1951 à 1970. Il a reçu de nombreux prix d'art au cours de sa carrière, tels que le Prix Sofia, où il a remporté le premier prix et la médaille et le diplôme spécial. 

## Expositions
Il a organisé un grand nombre d'expositions de son propre travail. Il était particulièrement attaché à l'exposition Antiquités et Grèce contemporaine. Angel Metodiev a participé à presque toutes les expositions nationales bulgares. 

## Réalisations
En Bulgarie, il a été le premier à prendre l'initiative de la « Rencontre des trois arts - Arts visuels, poésie et musique » à l'occasion de son exposition dans la ville de Petrich.

## Œuvres
Au cours des dix dernières années de sa vie, il a travaillé avec enthousiasme comme artiste-peintre indépendant et comme sculpteur sur bois. Beaucoup de ces pièces sont restées incomplètes en raison de sa mort soudaine.
Avant sa mort en 1984, il rêvait d'un musée-maison où toutes ses œuvres pourraient être exposées ensemble.
Pour y parvenir, sa deuxième épouse Helia Metodieva a fait don de plus de 70 de ses peintures et sculptures à l'institution « Bulgarie au XIIIe siècle », qu'elle a mises à la disposition de la ville de Veliki Preslav où elles étaient exposées. Pour ce don, Mme. Metodieva a été honorée de l'Ordre de Saint Cyrille et Méthode - 1re classe.
La plupart des peintures de Angel Metodiev sont maintenant au Musée des Beaux-Arts de Veliki Preslav. Il existe également des peintures dans les musées nationaux de Varna, Blagoevgrad et Shumen, Bulgarie.